# Republika
Republika is een van de belangrijkste islamitische dagbladen in Indonesië. De hoofdredacteur is Nasihin Masha.
De krant werd in 1992 opgericht door Yayasan Abdi Bangsa (de Abdi Bangsa Foundation) en verscheen voor het eerst op 3 januari 1993. Anno 2012 is PT Republika Media Mandiri eigenaar van de krant. 